# Arsène Lupin banquier
Arsène Lupin banquier est une opérette policière en trois actes et quatre tableaux d'Yves Mirande, Albert Willemetz et Marcel Lattès, créée au théâtre des Bouffes-Parisiens à Paris en 1930.

## Argument
Arsène Lupin, avec ses complices Flo et Gontran, projette de dévaliser une banque dirigée par Bourdin, notamment en se faisant passer auprès de lui pour un lord. Or, le banquier s'avère véreux et ses combinaisons ont conduit l'établissement au bord de la faillite. Le « gentleman-cambrioleur » tombe bientôt sous le charme de Francine, nièce de Bourdin, et prend la place de ce dernier, afin de préserver le projet de mariage de la jeune femme avec le fils d'un diamantaire, Legrand-Jolly. Au passage, ce dernier est escroqué par le faux banquier, ce qui permet de sauver la banque et d'y ramener la clientèle. Mais la police ayant retrouvé sa trace, Arsène Lupin doit s'éclipser…

## Fiche technique
- Titre : Arsène Lupin banquier
- Livret : Yves Mirande d'après le personnage d'Arsène Lupin créé par Maurice Leblanc
- Lyrics : Albert Willemetz, assisté de Charles-Louis Pothier
- Musique : Marcel Lattès
- Date de première représentation : 7 mai 1930 au théâtre des Bouffes-Parisiens
- Date de dernière représentation : 7 décembre 1930
- Nombre de représentations consécutives : 151

## Distribution de la création
- René Koval : Arsène Lupin / Sir Turner
- Louis Blanche : Legrand-Jolly
- Jean Gabin : Gontran
- Jacqueline Francell : Francine
- Meg Lemonnier : Flo
- Mary Simona : Liane
- Lucien Baroux : Millepertuis
- Henri Kerny : Bourdin
- Robert Ancelin : Claude
- Paul Faivre : le boucher
- Gabin : le général / Un rentier

Mise en scène : Louis Blanche
Décors : Émile Bertin et Raymond Deshays
Chorégraphie: Léo Staats
Direction musicale : Émile Bervily

## Postérité
L'opérette est de nouveau interprétée par la compagnie Les Brigands au Théâtre de l'Athénée Louis-Jouvet en 2007.